# Armigeres menglaensis
Armigeres menglaensis är en tvåvingeart som beskrevs av Dong Xueshu, Zhou Hongning och Dong Limin 2002. Armigeres menglaensis ingår i släktet Armigeres och familjen stickmyggor. Inga underarter finns listade i Catalogue of Life.